# Præriehirse
Prærie-Hirse (Panicum virgatum) eller Staude-Hirse er en løvfældende staude med opret vækst. De enkelte strå er stift oprette, mens bladene er blødt overhængende.

## Beskrivelse
Stråene er først lysegrønne og glatte, men senere gulner de noget, og visse sorter får rødbrune strå. Bladene er meget lange, linjeformede og helrandede. Over- og underside er ensartet friskgrønne. I sensommeren og det tidlige efterår farves bladene langsomt rødbrune fra spidserne og ind efter. Blomster- og frøstandene er store, åbne toppe, som sidder på enden af hvert strå. Også de farves rødbrune om efteråret. Frøene modner normalt ikke her i landet.
Frøformerede planter har en tendens til at knække i stråene. Dette kan også forekomme, hvis sorterne bliver gødet for kraftigt med kvælstof.
Højde x bredde og årlig tilvækst: 1,50 × 0,75 (150 × 10 cm/år).

## Hjemsted
Prærie-Hirse er en ægte præriegræs fra det, man kalder højgræs-prærien. Den vokser på fugtig, humusrig bund sammen med adskillige arter af velkendte stauder som f.eks. Have-Purpursolhat, Krans-Skønhedsøje, Pragtskær, Høst-Floks og Gul Solhat.
Artens udbredelsesområde er dog meget stort, og den når f.eks. helt ud i brakvandssumpene langs USAs østkyst.
I staterne mellem New Hampshire og Delaware findes den i den tørreste del af disse sumpe sammen med bl.a. Amaranthus cannabinus (en Amarant-art), Canadisk Kortlæbe, Carex silicea (en Star-art), Harril, Hibiscus moscheutos, Pennsylvansk Vokspors, Prunus maritima, Schoenoplectus americanus (en Kogleaks-art), Solidago sempervirens (en Gyldenris-art), Spartina patens (en Vadegræs-art) og Ørken-Korsrod.

## Krav til voksestedet
- Jorden skal være fugtbevarende, porøs og rig på både humus og gødningsstoffer
- Planten må ikke tørre ud (sorterne er dog generelt mere tørketålende end arten)
- Gødsning bør ske ved topdressing med lige dele harpet kompost og filtersand
- Planten skal have mest mulig lys, men tåler sideskygge fra andre stauder
- Hold voksestedet fri for ukrudt, især kvikgræs

## Formering
Hvis man ønsker at benytte sig af artens naturlige variation, kan man bruge frøkilder fra Canada eller USA’s nordlige stater (Illinois, North Dakota, Nebraska osv.), men bedre er det at dele planter af sorterne. 'Strictum' er udvalgt af Karl Förster og er meget sund, stærk i stråene og smuk. 'Rehbraun' er mere velkendt, men ikke helt stabil. 'Hänse Herms' er den mest farvede om efteråret. Her bliver strå og blade kobberrøde. Deraf navnet Kobber-Hirse.

## Anvendelse
Brug Prærie-Hirse mellem andre høje stauder i staudebedet, mellem krydderurter eller sammen med andre græsser. Den kan også gøre god fyldest som solitærstaude.

## Pleje
Plant Prærie-Hirse i april eller maj. Vælg et voksested, som kan holdes konstant fugtigt uden dog at være vådt. Tilfør overjorden lige dele filtergrus og harpet kompost, og gød råjorden med P, K og Mg (= fosfor, kalium og magnesium), hvis den skulle være for udpint. Spar på kvælstoffet. Vand grundigt en enkelt gang under længere tørkeperioder. Planten bør stå med de smukke strå og frøstande vinteren over, og nedklipningen må vente til sidst i april, hvor man også kan dele den.
| Portal | Portal:Botanik |

## Note
1. ↑  www.dnr.state.md.us: Maryland Department of Natural Resources: Panicum virgatum – Spartina patens herbaceous vegetation (engelsk)